# Peprilus

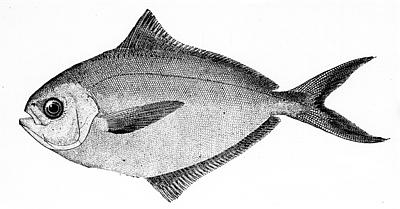
Peprilus triacanthus

Peprilus és un gènere de peixos marins oceànics de la família dels estromatèids i de l'ordre dels perciformes.

## Etimologia
Peprilus prové del grec peprilos, paprax en referència a una mena de peix de l'antiga Tràcia.

## Distribució geogràfica
Es troba a l'Atlàntic (els Estats Units -com ara, la badia de Chesapeake i el golf de Maine-, el mar Carib, Cuba, la República Dominicana, Haití, Jamaica, Puerto Rico, el golf de Mèxic, Mèxic -com ara, la Laguna de Términos-, Nicaragua, Aruba, Curaçao, Barbados, Colòmbia, Grenada, Trinitat i Tobago, Veneçuela, Guyana, la Guaiana Francesa, Surinam, el Brasil, l'Uruguai, l'Argentina i la plataforma continental patagona) i el Pacífic (el Canadà, l'estret de Puget, l'estret de Geòrgia, l'estret de Juan de Fuca, el corrent de Califòrnia, el golf de Califòrnia, Mèxic, Guatemala, El Salvador, Nicaragua, Hondures, Costa Rica, Panamà, Colòmbia, l'Equador -com ara, les illes Galápagos- i el Perú).

## Cladograma
| Peprilus (Cuvier, 1829) | \| \| Peprilus burti (Fowler, 1944)[49] \| \| \| \| \| \| Peprilus medius (Peters, 1869)[50] \| \| \| \| \| \| Peprilus ovatus (Horn, 1970)[51] \| \| \| \| \| \| Peprilus paru (Linnaeus, 1758)[52] \| \| \| \| \| \| Peprilus simillimus (Ayres, 1860)[53] \| \| \| \| \| \| Peprilus snyderi (Gilbert & Starks, 1904)[54] \| \| \| \| \| \| Peprilus triacanthus (Peck, 1804)[55][56][57][58][59][60][61][62] \| \| \| \| |
|                         | \| \| Peprilus burti (Fowler, 1944)[49] \| \| \| \| \| \| Peprilus medius (Peters, 1869)[50] \| \| \| \| \| \| Peprilus ovatus (Horn, 1970)[51] \| \| \| \| \| \| Peprilus paru (Linnaeus, 1758)[52] \| \| \| \| \| \| Peprilus simillimus (Ayres, 1860)[53] \| \| \| \| \| \| Peprilus snyderi (Gilbert & Starks, 1904)[54] \| \| \| \| \| \| Peprilus triacanthus (Peck, 1804)[55][56][57][58][59][60][61][62] \| \| \| \| |
|                         | Pampus (Bonaparte, 1834) |
|                         | |
|                         | Stromateus (Linnaeus, 1758) |
|                         | |
|                         | Peprilus burti (Fowler, 1944) |
|                         | |
|                         | Peprilus medius (Peters, 1869) |
|                         | |
|                         | Peprilus ovatus (Horn, 1970) |
|                         | |
|                         | Peprilus paru (Linnaeus, 1758) |
|                         | |
|                         | Peprilus simillimus (Ayres, 1860) |
|                         | |
|                         | Peprilus snyderi (Gilbert & Starks, 1904) |
|                         | |
|                         | Peprilus triacanthus (Peck, 1804) |
|                         | |

|  | Peprilus burti (Fowler, 1944)             |
|  |                                           |
|  | Peprilus medius (Peters, 1869)            |
|  |                                           |
|  | Peprilus ovatus (Horn, 1970)              |
|  |                                           |
|  | Peprilus paru (Linnaeus, 1758)            |
|  |                                           |
|  | Peprilus simillimus (Ayres, 1860)         |
|  |                                           |
|  | Peprilus snyderi (Gilbert & Starks, 1904) |
|  |                                           |
|  | Peprilus triacanthus (Peck, 1804)         |
|  |                                           |

## Estat de conservació
Peprilus medius, Peprilus paru, Peprilus simillimus i Peprilus snyderi apareixen a la Llista Vermella de la UICN.